# TARANIS
TARANIS（タラニス）はフランス国立宇宙研究センター(CNES)によって計画された地球観測衛星。スプライト等の名称で知られる大気高層の発光現象と地球大気から放射されるガンマ線を観測対象とする。衛星名は「Tool for the Analysis of RAdiation from lightNIngs and Sprites」（雷・スプライト放射観測機器）のバクロニムであり、ケルト神話の雷神タラニスにかけた名称である。2020年11月17日(UTC)に打ち上げが行われたが、ロケット最終段の動作不良によって軌道投入に失敗した。

## 概要
1989年に発見されたスプライトと呼ばれる地球大気上層の発光現象は、その後さまざまな色と形状パターンが見つかり、研究者によって高高度発光現象
（Transient Luminous Event:TLEs）と総称されるようになった。高高度発光現象は雷の発生に伴ってその上方の高度20～100kmに生じることが知られているが、そのメカニズムは仮説モデルの段階であり、その仮説においても説明がつかない複数の観測事実がある。また天文衛星によって1994年に偶然発見された、地球大気から発せられるガンマ線フラッシュ(Terrestrial Gamma-ray Flashe:TGFs)の現象についても、雷または高高度発光現象との関連が指摘されているが因果関係の詳細は不明である。高高度発光現象の研究を進めるにあたっては地上からの観測のみでは発生頻度と水平分布の把握が困難であり、また大気中のエアロゾルにより発光スペクトルの計測に誤差が生じるなどの限界がある。さらに大気上層で生じるガンマ線に至っては大気に遮られ地表からは観測そのものが出来ないため、人工衛星を用いた観測が必須となる。TARANISの目的は、今だ未解明な点が多いこれら大気上層の高エネルギー現象を衛星軌道から複数の機器で観測することで磁気圏・電離圏・大気圏を結びつける電磁気学的な知見を得、高高度発光現象およびガンマ線の発生メカニズム解明へつなげることである。

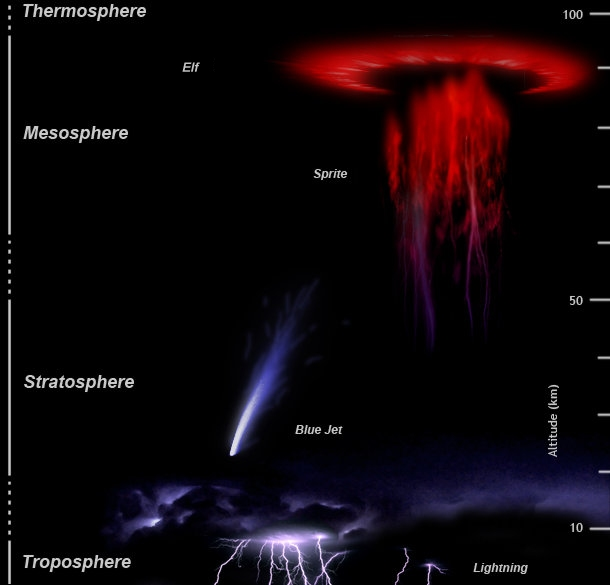
TARANISの観測対象である高高度発光現象(TLE)

TARANISは小型衛星バスMYRIADEを使用する科学衛星シリーズの1基として設計され、観測機器として2台のカメラ、4台のフォトメータ（測光器）とX線・ガンマ線センサ、電場・磁場測定器およびそのアンテナが搭載される。2020年にスペインの地球観測衛星SEOSAT-Ingenioと共にギアナ宇宙センターよりヴェガロケットでの打ち上げが予定された。
高度700kmの太陽同期軌道から衛星直下の高層大気発光現象とガンマ線フラッシュを多角的に観測する。打ち上げ後のミッションコントロールとデータ分析はオルレアンのフランス国立環境物理化学研究所(LPC2E)ミッションセンターが担当する。

## 観測機器
- マイクロカメラおよびフォトメータ MCP (Micro Cameras and Photometers)
雷撮影用(観測波長777nm)と高高度発光現象撮影用(観測波長762nm)に最適化された各1台のカメラ(30フレーム/秒)と、それぞれ異なるスペクトル波長を検出する4台のフォトメータからなる観測装置。カメラ部はフランス原子力庁地球物理学研究所(Laboratoire de Géophysique)によって開発され、フォトメータ部は北海道大学から提供される。
- X線・ガンマ線観測装置 XGRE (X-ray,γ-ray and Relativistic Electron experiment)
高エネルギー光子(20keV〜10MeV)および相対論的電子(1MeV〜10MeV)の測定を行い、10〜100ミリ秒の時間分解能で地球ガンマ線フラッシュの発生を観測する装置。トゥールーズ大学とパリ大学の共同開発。
- 高エネルギー電子検出装置 IDEE (Instrument for the Detection of high Energy Electrons)
高エネルギー電子(70KeV〜4MeV)の測定を1ミリ秒の時間分解能で行う観測装置。トゥールーズ天体物理学・惑星学研究所(IRAP)、トゥールーズ大学およびプラハ大学によって製作される。
- 磁場測定器 IMM (Instrument for Magnetic Measurements)
三軸サーチコイル磁力計によって交流磁場(5Hz～1MHz)を観測する装置。フランス国立環境物理化学研究所(LPC2E)とスタンフォード大学によって共同開発される。
- 低周波用電界測定計器 IME-BF (Instrument for Electric field Measurements-Low Frequency)
1MHz以下の周波数について電界強度を測定する装置。フランスの大気/環境/宇宙観測研究所(LATMOS)がゴダード宇宙飛行センター(GSFC)と協力して製作する。
- 高周波用電界測定計器 IME-HF (Instrument for Electric field Measurements-High Frequency)
100kHz〜30MHzの周波数について電界強度を測定する装置。フランス国立環境物理化学研究所(LPC2E)とプラハ大学によって製作される。

## 打ち上げ失敗
2020年11月16日午後22時52分（現地時間）にヴェガロケット17回目のフライトとしてギアナ宇宙センターより打ち上げが行われ、第1段から3段までのロケット燃焼を予定通り終えたが、離床から8分後、最終ステージである4段目の液体燃料ロケットAVUMの点火直後に予定コースを逸脱して大気圏に再突入し、主ペイロードSEOSAT-Ingenioと二次ペイロードTARANISの軌道投入は共に失敗に終わった。アリアンスペース社の初期調査によると、原因はAVUMのエンジンノズル制御アクチュエータ組み立て時に配線が逆に接続されたことによる人為的エラーであり、これによりAVUMが点火直後に転倒し制御を失ったと見られている。